# Potoci (Drvar)
Pour les articles homonymes, voir Potoci.
Potoci (en serbe cyrillique : Потоци) est un village de Bosnie-Herzégovine. Il est situé dans la municipalité de Drvar, dans le canton 10 et dans la fédération de Bosnie-et-Herzégovine. Selon les premiers résultats du recensement bosnien de 2013, il ne compte aucun habitant.
Avant la guerre de Bosnie-Herzégovine, Potoci faisait entièrement partie de la municipalité de Drvar ; à la suite des accords de Dayton (1995), une grande partie de son territoire a été rattachée à la municipalité d'Istočni Drvar nouvellement créée et intégrée à la république serbe de Bosnie.

## Démographie

### Évolution historique de la population
| 1948 | 1953 | 1961 | 1971 | 1981 | 1991 | 2013 |
| ---- | ---- | ---- | ---- | ---- | ---- | ---- |
| -    | -    | 298  | 600  | 60   | 27   | 0    |

|  |